# Chanum Velieva
Chanum Ėl'šad-Kyzy Velieva (in russo Ханум Эльшад-Кызы Велиева?; 10 aprile 1999) è una lottatrice russa di origini azere, specializzata nella lotta libera.

## Biografia
Chanum Velieva ha vinto la medaglia d'oro nei 68 kg agli Europei di Roma 2020 sconfiggendo in finale l'italiana Dalma Caneva.

## Palmarès
- Europei

Roma 2020: oro nei 68 kg.